# 大浦盛信
大浦 盛信（おおうら もりのぶ）は、戦国時代の武士。新庄信春の次男か。

## 略歴
文亀2年（1502年）、養父・大浦光信の命で、新しく築城された大浦城に入る。大永6年（1526年）に養父が死去すると、大永8年（1528年）には菩提を弔うために西津軽郡に長勝寺を建立している。
子がいなかったため（森岡為治の父?）、甥（光信の実子とも）の政信を養子とし跡継ぎに定めた。